# 8001 Ramsden
8001 Ramsden è un asteroide della fascia principale. Scoperto nel 1986, presenta un'orbita caratterizzata da un semiasse maggiore pari a 3,1392187 au e da un'eccentricità di 0,1637557, inclinata di 0,67802° rispetto all'eclittica.
L'asteroide è dedicato all'ottico inglese Jesse Ramsden.